# 丹羽秀重
丹羽 秀重（にわ ひでしげ）は、戦国時代から江戸時代初期にかけての武将。丹羽長秀の弟。

## 生涯
織田氏の家臣・丹羽長政の三男として尾張国に生まれる。
17歳の時、兄・長秀の臣下となる。天正11年（1583年）の賤ヶ岳の戦い後の恩賞で兄・長秀が越前国のほとんどを加増されると、長秀から5千石の禄を与えられる。江口正吉、坂井直政、大谷元秀ら宿老衆と共に一門衆筆頭として主家を支えた。同天正13年（1585年）に長秀が没すると、その子・長重に仕えた。
慶長5年（1600年）の関ヶ原の戦いに伴う北陸の動乱（浅井畷の戦いを参照）では、丹羽氏の本拠である小松城の留守居や、前田利長との和睦交渉を担当した。戦後、丹羽氏が改易されてからも長重の許を離れず、謹慎する主君に宿老衆筆頭大谷元秀（結城家臣、江口正吉、坂井直政ら去ったあと）と丹羽忠政（通称掃部介、長重の従兄弟）らと共に付き従った。
慶長19年（1614年）に大坂冬の陣が勃発すると、秀重は70過ぎの老体ながら丹羽氏の武将として参陣し、鴫野の戦いでは手傷を負いつつも奮戦した。さらに翌慶長20年（1615年）の夏の陣では、若江の戦いで木村重成隊の先鋒である木村宗明の備を突き崩すなどの活躍を見せたが、翌日の天王寺の戦いで戦死した。しかし、この戦功によって丹羽氏は江戸崎2万石に加増され、のちに二本松10万7百石へと累進するきっかけとなった。
秀重の事績は歴代藩主の菩提寺である大隣寺に碑銘として刻まれ、二本松藩世臣伝では「当家絶類忠臣也」と評されている。
家系は藩の重臣として代々続き、幕末には丹羽一学を輩出した。